# Lorcy
Lorcy település Franciaországban, Loiret megyében. Lakosainak száma 589 fő (2022. január 1.). Lorcy Corbeilles, Chapelon, Juranville, Ladon és Mézières-en-Gâtinais községekkel határos.

## Népesség
A település népességének változása:
| Lakosok száma | 517  | 446  | 433  | 560  | 557  | 559  | 560  | 579  | 589  | 589  |
|               | 1968 | 1982 | 1990 | 2006 | 2013 | 2015 | 2017 | 2019 | 2020 | 2022 |